# Општина Воичешти (Валча)
Воичешти (рум. Voiceşti) општина је у Румунији у округу Валча.
Oпштина се налази на надморској висини од 133 m.